# IC 1995
IC 1995 је рефлексиона маглина у сазвјежђу Бик која се налази на листи објеката дубоког неба у Индекс каталогу.
Деклинација објекта је + 25° 34' 51" а ректасцензија 3h 50m 18,5s. IC 1995 је још познат и под ознакама CED 22, Pos of SAO 76256.